# Gare d'Ostende-Ville
Ne doit pas être confondu avec Gare d'Ostende.
La gare d'Ostende-Ville (en néerlandais : station Oostende-Stad) était une gare ferroviaire belge terminus de la ligne 50A, de Bruxelles à Ostende, située à proximité du centre de la ville d'Ostende, dans la province de Flandre-Occidentale en Région flamande.
Elle est mise en service en 1838 par l'Administration des chemins de fer de l'État belge, entièrement remplacée pour le trafic voyageurs par la gare d'Ostende-Quai en 1946, et détruite en 1956.

## Situation ferroviaire
Établie à 10 mètres d'altitude, la gare terminus d'Ostende-Ville était située au point kilométrique (PK) .... de la ligne 50A, de Bruxelles à Ostende, après la gare d'Oostkamp. Elle était également l'origine de la ligne 62, d'Ostende à Torhout.
La façade du bâtiment voyageurs donnait sur la place Van der Zweep et la gare se prolongeait entre le boulevard Léopold III et la rue Perron.

## Histoire
La station d'Ostende est mise en service le 28 août 1838 par l'Administration des chemins de fer de l'État belge, lorsqu'elle ouvre à l'exploitation la section de Bruges à Ostende. Gare terminus située dans la vieille ville, elle dispose d'un bâtiment provisoire en bois. Le tout premier train à atteindre Ostende étant un parcours d'inspection depuis Bruxelles organisé le 5 août 1838. L'Administration des chemins de fer de l’État belge inaugure officiellement la ligne de Bruges à Ostende le 28 août suivant.
La conception d'un bâtiment voyageurs est confié à l'architecte Auguste Payen, qui réalise édifice de style néo-classique construit de 1840 à 1844.
En 1871, une seconde gare plus proche du port fut mise en service : Ostende-Quai, en correspondance directe avec la "malle" (le ferry Ostende-Douvres).
À la fin des années 1870, le remplacement de la gare d'Auguste Payen est confié à l'architecte Félix Laureys qui conçoit un bâtiment au style néo-gothique, inauguré en grande pompe le 1er août 1882 avec banquet au Kursaal, concert et feu d'artifice.
Durant la seconde moitié du XXe siècle, les trains désertèrent progressivement la gare d'Ostende-Ville au profit de la gare d'Ostende-Quai, dont le nombre de voies à quai passa de 6 à 11.
La gare d'Ostende-Ville est totalement démolie en 1956 : la tour monumentale fut le dernier vestige de la gare à être mis à terre, sous les yeux de nombreux Ostendais.
La gare d'Ostende-Quai est désormais la seule gare ferroviaire de la ville et elle prend le nom de gare d'Ostende ; là où se trouvait l'ancienne gare d'Ostende-Ville se trouvent désormais plusieurs immeubles d'appartements et un supermarché Delhaize.